# روبرتو کابرال دل هویو
روبرتو کابرال دل هویو (انگلیسی: Roberto Cabral del Hoyo؛ زاده ۷ اوت ۱۹۱۳ درگذشته ۴ اکتبر ۱۹۹۹) یک شاعر اهل مکزیک بوده است.